# Chinnakurchi, Bangalore South
Chinnakurchi là một làng thuộc tehsil Bangalore South, huyện Bangalore Urban, bang Karnataka, Ấn Độ.